# Wilhelm Bogler

Quellpavillon mit Trink- und Wandelhallen des Kochbrunnens, um 1900

Wilhelm Christian Bogler (* 11. Mai 1825 in Wiesbaden; † 24. April 1906 ebenda) war ein deutscher Architekt des Historismus.

## Leben
Wilhelm Bogler wurde in die Familie des Wiesbadener Konrektors Valentin Bogler (1794–1874) und seiner Frau Katharina Zeitinger in Wiesbaden geboren. Die Familie Bogler stammte aus Oestrich-Winkel, wo sie ein Hofgut besaß. Katharina Zeitinger entstammte einer Lehrerfamilie.
Über Boglers Ausbildung zum Architekten ist wenig bekannt. Wahrscheinlich ging er bei einem anderen Architekten in die Lehre, bevor er selbst ein Büro in Wiesbaden eröffnete.
Spätestens 1851 ließ sich Bogler in Wiesbaden nieder. In diesem Jahr wurde er in die Bürgerliste eingetragen. Er lebte und arbeitete in der Moritzstraße, der Adolfsallee und der Rheinstraße. 1877 bezog er in der Adelheidstraße ein vermutlich selbst erbautes Haus, wo auch sein Schwager, der Maler Kaspar Kögler, einzog. Am Schützenhof, im Alten Postgebäude, richtete er sein Büro ein. Dort hatte auch Kögler seine Malschule.

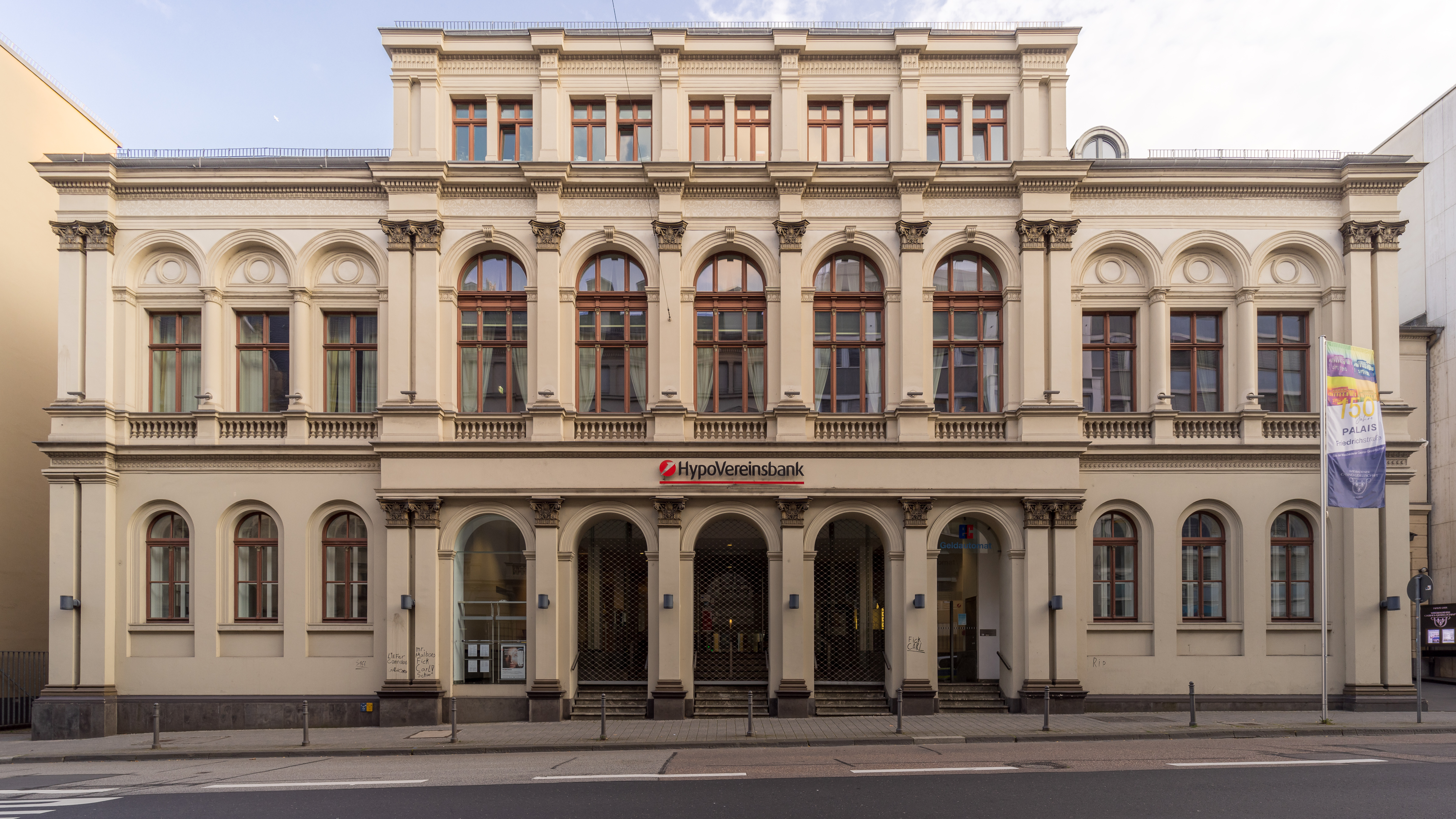
Wiesbadener Casino-Gesellschaft, Friedrichstraße 22

Bogler engagierte sich in Wiesbaden besonders bei den Großbauten, außerdem baute er zahlreich Villen in Wiesbaden und Umgebung. Er zeichnete verantwortlich für die nördliche Bebauung der Adelheidstraße (ab 1862) und des Schützenhofgeländes (ab 1864–1877) mit Grand Hotel (1867, das spätere Hotel und Bad zum Schützenhof, 1969 abgerissen) und Post (1869). Von 1890 bis 1892 errichtete er das Josefskrankenhaus am Langenbeckplatz. Zu seinen bekannteren Projekten gehören die Villa Beck (1869–1872), die Villa Böcking, die Villa Knoop, das Gebäude der Wiesbadener Casino-Gesellschaft (1872) und der Kochbrunnen (1887) samt Kochbrunnenkolonnade (1887/1888).
Bogler war 1847 Gründungsmitglied des Nassauischen Kunst-Vereins und trat auch selbst als Zeichner hervor. Er war 1874 Mitbegründer des Mittelrheinischen Architekten- und Ingenieur-Vereins mit Sitz in Darmstadt. 

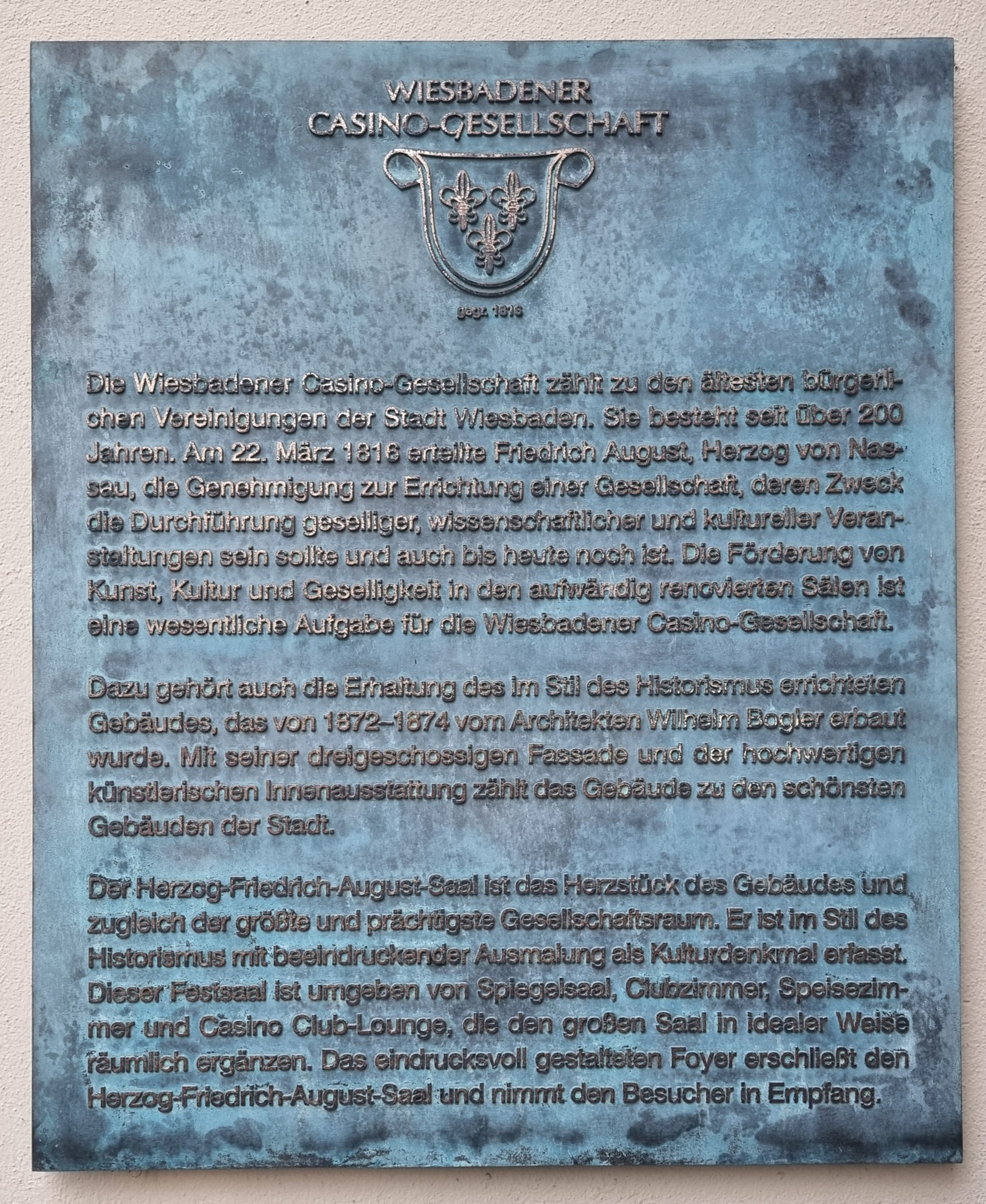
Plakette an der Wiesbadener Casino-Gesellschaft mit Erwähnung von Wilhelm Bogler

Bogler war insgesamt drei Mal verheiratet. Aus der Ehe mit Ida Marianne Philipina Held (1829–1863) gingen zwei Söhne hervor, Carolus Bernhardus Philippus Wilhelmus Bogler (Gartengestalter) und Karl Ferdinand Moriz Peter Bogler. Mit Adolphine Elisabeth Pfaltz (1848- vor 1876) hatte Bogler eine Tochter Adolfine Bogler. In dritter Ehe war er mit einer Schwester des Malers Kaspar Kögler verheiratet, mit dem er viele Jahre in Wiesbaden zusammenarbeitete. Seine Enkel waren Friedrich Wilhelm Bogler und Theodor Bogler. Sein Bruder, der Konrektor und Organist Carl Bogler, gründete den Wiesbadener Cäcilienverein.
Eine Gedenktafel für Bogler hängt am Wiesbadener Casino-Gebäude, Friedrichstraße 22.